# Гловацький Франц Карлович
Франц Карлович Глова́цький (1879 — 7 серпня 1963, Хмельницький) — український актор. Заслужений артист Української РСР (1947).

## Життєпис
На сцені з 1899 року. Грав у мандрівних трупах, потім у 1931—1934 роках — у Проскурові, 1935—1939 — у Кам'янці-Хмельницькому.
Грав у Івано-Франківському музично-драматичному театрі. З 1944 року виступав знов у Проскурові.
Ролі в театрі:
- Шпак («Шельменко-денщик» Григорія Квітки-Основ'яненка)
- Кривоніс («Богдан Хмельницький» Олександра Корнійчука)

Ролі в кіно:
- Цибуля («Сорочинський ярмарок», 1939).